# Bílý Újezd (tvrz)
Bílý Újezd je tvrz ve stejnojmenné vesnici u Velemína v okrese Litoměřice v Ústeckém kraji. Založena byla ve čtrnáctém století a sloužila jako jedno ze sídel rodu Kaplířů ze Sulevic. Později ji získali Libštejnští z Kolovrat, Valdštejnové a Černínové z Chudenic. Po nich byl újezdský statek připojen k lovosickému panství a tvrz poté sloužila jen hospodářským účelům. Z její obytné části se dochovaly dvě v jádru gotické budovy se zlomky renesanční výzdoby. Areál tvrze je chráněn jako kulturní památka.

## Historie
Doba založení tvrze v Bílém Újezdu je nejasná. V roce 1276 vesnice, tehdy zvaná Újezd, patřila vladykům Bojslavovi a Přeslavovi z Újezda. Jejich příbuzní ji vlastnili přibližně do třetí čtvrtiny čtrnáctého století, kdy je vystřídali Kaplířové ze Sulevic. V letech 1380–1408 byl majitelem vsi Bušek ze Sulevic, za něhož byla tvrz roku 1397 poprvé zmíněna. Bušek zemřel nejpozději roku 1414 a zanechal po sobě vdovu Kateřinu s potomky, jejichž hlavním sídlem se stal Milešov.
Milešovským Kaplířům Újezd patřil až do začátku šestnáctého století, ale pouze Kamarét Kaplíř se v letech 1474–1486 v přídomku psal „seděním na Újezdě“. Roku 1505 dal Újezd s hradem Ostrým a pustou vsí Hrušovka věnem své dceři Martě, která se provdala za Jindřicha Vencelíka z Vrchovišť. Ten roku 1508 celé panství prodal Albrechtovi z Kolovrat za čtyři tisíce kop českých grošů.
Albrecht zemřel v roce 1510 bez vlastních potomků, ale majetek odkázal nevlastním synům Bernardovi a Janovi z Valdštejna. Podle popisu v závěti byla tvrz obehnána vodním příkopem, stál u ní pivovar se sladovnou a patřily k ní chmelnice a ovocné sady. Jan a Bernard nejprve panství vlastnili společně, ale v roce 1517 byl jediným majitelem Bernard, který téhož roku zemřel. Správy statku se znovu ujal Jan z Valdštejna a polovinu svého újezdského podílu prodal Bernardovým synům Albrechtovi a Janovi z Valdštejna. Ti se roku 1528 o majetek rozdělili, přičemž Újezd připadl Janovi, zatímco Albrecht dostal hrad Ostrý. O sedm let později pak Janovi hrad prodal a ten jej připojil k Bílému Újezdu.
Jan z Valdštejna pravděpodobně nechal v letech 1533–1547 újezdskou tvrz přestavět v renesančním slohu. Roku 1547 tvrz zdědil Janův synovec Jan mladší z Valštejna a roku 1565 statek prodal Janu Černínovi z Chudenic. Černínům tvrz patřila do roku 1650, kdy ji získala Sylvie Kateřina Černínová z Millesima a od ní její druhý manžel hrabě Leopold Vilém Bádenský. Od té doby Bílý Újezd patřil k lovosickému panství a součástí lovosického velkostatku zůstal až do roku 1945.
Tvrz přečkala třicetiletou válku a podle popisu z roku 1650 stála na břehu Zámeckého rybníka. Bylo v ní šest obytných místností a studna tesaná ve skále. Poblíž stál pivovar. Jiný popis z roku 1671 uvádí klenutou přízemní malovanou místnost, roubenou komoru a arkýř v patře. Přilehlý hospodářský dvůr byl vrchností roku 1783 pronajat a v polovině devatenáctého století byla budova tvrze upravena na myslivnu.
Po druhé světové válce areál tvrze využívalo Jednotné zemědělské družstvo České středohoří, od kterého ji v roce 2003 převzal soukromý majitel. Zchátralý areál vyžadoval rekonstrukci, kvůli které bylo založeno občanské sdružení Tvrz Bílý Újezd u Velemína, jehož cílem je tvrz opravit a zpřístupnit veřejnosti formou kulturních a vzdělávacích akcí.

## Stavební podoba
Původní tvrz snad měla věžovou podobu a její hlavní budova (zaniklá nejspíše už v patnáctém století) stála jihozápadně od dochovaných budov. Ty tvoří dva v jádru pozdně gotické paláce ze začátku šestnáctého století. Pod oběma se nachází valeně klenuté sklepy. Starší je východní budova s trojprostorovou dispozicí a hrotitými portálky v příčkách. Spojovací trakt byl postaven při renesančních úpravách, při nichž byly fasády vyzdobeny zlomkovitě dochovanými psaníčkovými sgrafity. Erb umístěný vedle vstupu původně býval na hlavním portálu a patřil Valdštejnům.
Na jižní nároží tvrze navazuje zeď, která areál uzavírá na jihozápadní straně. Její zdivo je lícováno hrubými kopáky a jádro vyplněno lomovým kamenem. Jihovýchodně od budov se nachází dvojice teras, jejichž zavlažování umožňovaly čtvercové kanálky, fontána s oválným zděným bazénkem a zadržovací nádrž na druhé terase. Na jižní straně se v okolí rybníka dochovaly stopy parkových úprav v podobě okrasných solitérních vodomilných dřevin.